# Яга. Кошмар темного лісу
«Яга. Кошмар темного лісу» — російський фільм жахів режисера Святослава Підгаєвського, заснований на слов'янській казці про Бабу-Ягу. 
Вийшов у російський прокат 27 лютого 2020 року. Компанія Ledafilms отримала права на кінотеатральний прокат фільму в США та Латинській Америці.

## Сюжет
Фільм розповідає про сім'ю, яка переїхала на околицю міста. Дружина головного героя наймає для доньки няню, яка, як зауважив старший син, Єгор, дивно поводиться, проте батьків це не хвилює.
Батько встановлює камери спостереження, які показують, що нічого страшного в будинку не відбувається. Одного, здавалося б, чудового дня Єгор повертається додому і виявляє, що няня та молодша сестра кудись зникли, а батьки забули, що в них була дочка. Це змушує Єгора зі своїми приятелями вирушити на пошуки сестри. У лісі вони знаходять хатину... В результаті вони дізнаються, що няня — Баба Яга.

## У ролях
| Актор               | Роль                          |
| ------------------- | ----------------------------- |
| Олег Чугунов        | Єгор                          |
| Мар'яна Співак      | Юлія мачуха Єгора             |
| Світлана Устинова   | няня Тетяна / Баба Яга        |
| Олексій Розин       | Олексій батько Єгора          |
| Ігор Хрипунов       | Похмурий                      |
| Глаша Голубєва      | Даша                          |
| Артем Жигулін       | Антон                         |
| Марта Тимофеєва     | Сета дочка Похмурого и Тетяни |
| Євгенія Євстигнеєва | мама Егора                    |